# Alain Demurger
Alain Demurger (n. 1939) este un istoric francez, specializat în istoria ordinelor cavalerești, în special a Ordinului Templierilor, și a cruciadelor, dar și a statelor din Franța în Evul Mediu.
În prezent, A. Demurger este maître de conférences la Universitatea Paris I, Sorbona.

## Opere
- Chevaliers du Christ, les ordres religieux militaires au Moyen Âge, Le Seuil, 2002, ISBN 202049888X.
- Vie et mort de l'ordre du Temple, 1120-1314, Paris, Edition Nathan, 1998, ISBN 2020208156.
- Jacques de Molay: le crépuscule des templiers, Paris, Payot, 2002, ISBN 9782228896283.
- Les Templiers. Une chevalerie chrétienne au Moyen Âge, Le Seuil, 2005, ISBN 20200669412.
- Les Templiers, Editions Jean-Paul Gisserot, 2007, ISBN 2877479552.
- La croisade au Moyen Âge. Idée et pratiques, F. Nathan, Paris, 1998.
- Croisades et croisés au Moyen Âge, Paris, Flammarion, 2006, ISBN 9782080801371.
- L'Occident médiéval : XIII-XV siècle, Hachette, 2004.